# 1511 en arts plastiques
| Années des arts plastiques : 1508 - 1509 - 1510 - 1511 - 1512 - 1513 - 1514    |
| Décennies des arts plastiques : 1480 - 1490 - 1500 - 1510 - 1520 - 1530 - 1540 |

Cette page concerne l'année 1511 en arts plastiques.

## Œuvres

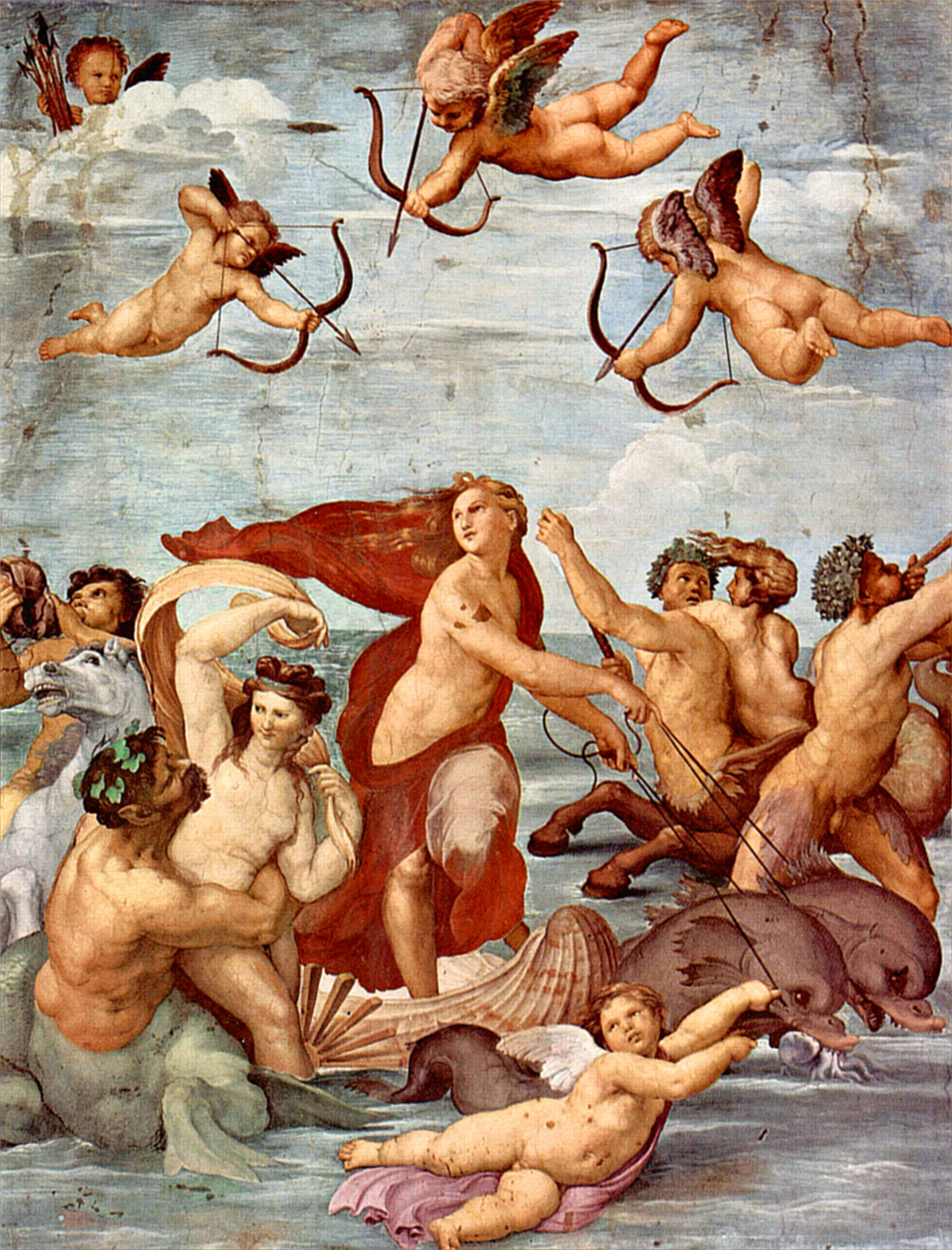
Le triomphe de Galatée, fresque de Raphaël à la Villa Farnèse.

- Petite Passion, série de 36 xylographies d'Albrecht Dürer.

## Naissances
- 30 juillet : Giorgio Vasari, peintre, architecte et historien italien († 27 juin 1574).

## Décès
- Vers 1511 :
- Domenico da Tolmezzo, peintre italien (° vers 1450).